# جبهه‌زدایی
جبهه‌زدایی (Frontolysis) در علوم هواشناسی به واپاشی یک جبهه یا منطقهٔ جبهه‌ای گفته می‌شود.
جبهه‌زدایی عموماً کاهش گرادیان افقی خواص توده‌ها، به‌ویژه چگالی آن و واپاشی سیماهای میدان باد مربوط به جبهه است. کانادا و سیبری از نمونه مناطق جبهه‌زدایی هستند.
جبهه‌زدایی عکس روند جبهه‌زایی است. جبهه‌زایی (frontogenesis) شکل‌گیری اولیهٔ یک جبهه یا منطقهٔ جبهه‌ای است و عموماً افزایش گرادیان افقی خواص توده‌هوا، به‌ویژه چگالی آن و گسترش سیماهای مربوط به میدان باد که یک جبهه را مشخص می‌کند.